# 北海道道399号中頓別停車場線
北海道道399号中頓別停車場線（ほっかいどうどう399ごう なかとんべつていしゃじょうせん）は、北海道枝幸郡中頓別町内を結ぶ一般道道（北海道道）である。

## 概要
起点は、かつてのJR北海道 天北線 中頓別駅である。

### 路線データ
- 起点：北海道枝幸郡中頓別町字中頓別（宗谷バス中頓別ターミナル）
- 終点：北海道枝幸郡中頓別町字中頓別（国道275号交点）
- 路線延長：0.3 km（総延長）

## 歴史
- 1961年（昭和36年）3月31日 路線認定[1]。

## 地理

### 通過する自治体
- 宗谷総合振興局
  - 枝幸郡中頓別町

### 交差する道路
中頓別町
- 国道275号 - 中頓別（終点）

### 沿線にある施設など
中頓別町
- 宗谷バス中頓別ターミナル - 中頓別
- 中頓別町農業協同組合 - 中頓別23-2